# Yannick Reuten
Yannick Reuten (Genk, 9 mei 1995) is een Belgisch profvoetballer die voor Patro Eisden speelt. Reuten was in het seizoen 2015/16 uitgeleend aan tweedeklasser KMSK Deinze. Hij komt uit de jeugd van Club Brugge.

## Clubcarrière
Reuten begon met voetballen bij KVC Westerlo. In 2012 vertrok hij naar Club Brugge. In het seizoen 2015/16 werd Reuten uitgeleend aan KMSK Deinze. Op 8 augustus debuteerde hij in de Tweede klasse, tegen Patro Eisden. In 2016 werd hij uitgeleend aan ASV Geel.

## Statistieken
| Seizoen | Club             | Land            | Competitie             | Competitie | Competitie | Beker | Beker | Internationaal | Internationaal | Totaal | Totaal |
| Seizoen | Club             | Land            | Competitie             | Wed.       | Dlp.       | Wed.  | Dlp.  | Wed.           | Dlp.           | Wed.   | Dlp.   |
| ------- | ---------------- | --------------- | ---------------------- | ---------- | ---------- | ----- | ----- | -------------- | -------------- | ------ | ------ |
| 2014/15 | Club Brugge      | Vlag van België | Jupiler Pro League     | 0          | 0          | 0     | 0     | 0              | 0              | 0      | 0      |
| 2015/16 | → KMSK Deinze    | Vlag van België | Tweede Klasse          | 9          | 0          | 1     | 0     | 0              | 0              | 10     | 0      |
| 2015/16 | → ASV Geel       | Vlag van België | Tweede Klasse          | 11         | 0          | 1     | 0     | 0              | 0              | 12     | 0      |
| 2016/17 | KFC Dessel Sport | Vlag van België | Eerste klasse amateurs | 20         | 2          | 0     | 0     | 0              | 0              | 20     | 2      |
| 2017/18 | ASV Geel         | Vlag van België | Eerste klasse amateurs | 23         | 5          | 1     | 0     | 0              | 0              | 24     | 5      |
| 2018/19 | Sporting Hasselt | Vlag van België | Tweede klasse amateurs | ?          | ?          | ?     | ?     | ?              | ?              | ?      | ?      |
| 2019/20 | Patro Eisden     | Vlag van België | Eerste klasse amateurs | 7          | 0          | 0     | 0     | 0              | 0              | 7      | 0      |
| TOTAAL  | TOTAAL           | TOTAAL          | TOTAAL                 | 70         | 7          | 3     | 0     | 0              | 0              | 73     | 7      |